# Flydubai
Dubai Aviation Corporation (مؤسسة دبي للطيران, em árabe), mais conhecida como Flydubai, é uma companhia aérea de baixo custo dos Emirados Árabes Unidos, com suas operações no Terminal 2 do Aeroporto Internacional de Dubai.
A companhia aérea opera entre um total de 83 destinos, servindo no Oriente Médio, Norte de África, África Oriental do subcontinente indiano, Ásia e Leste Europeu a partir de Dubai.

## História
Em julho de 2008, o Governo de Dubai estabeleceu a companhia aérea. Embora a Flydubai não faça parte do O Grupo Emirates, a Emirates o apoiou durante sua fase inicial de estabelecimento. No dia 14 de julho de 2008, Flydubai assinou um pedido com a fabricante de aviões americana Boeing, encomendando 50 aeronaves do modelo Boeing 737-800 por um valor de 3.740 milhões dólares, com a opção de alterar para o Boeing 737-900ER, de acordo com a demanda da companhia aérea.
A primeira aeronave foi entregue no dia 17 de maio de 2009. Os voos regularem foram iniciados em 1 de junho, com serviços para Beirute, Líbano e Amã, na Jordânia. Desde então, suas rotas foram significativamente ampliadas.
No dia 13 de fevereiro de 2013, Flydubai anunciou que estava em negociações com a Boeing e Airbus. No dia 19 de junho de 2013, a companhia anunciou que haveria Serviço de Classe em seus voos. A cabine de classe executiva apresentam 12 assentos entre o corredor de janela, refeições de três pratos, televisores de 12 polegadas, um salão de classe empresarial, assentos de couro italiano e mais de 200 filmes e tomadas de energia adequadas para plugues de mais de 170 países.

## Frota

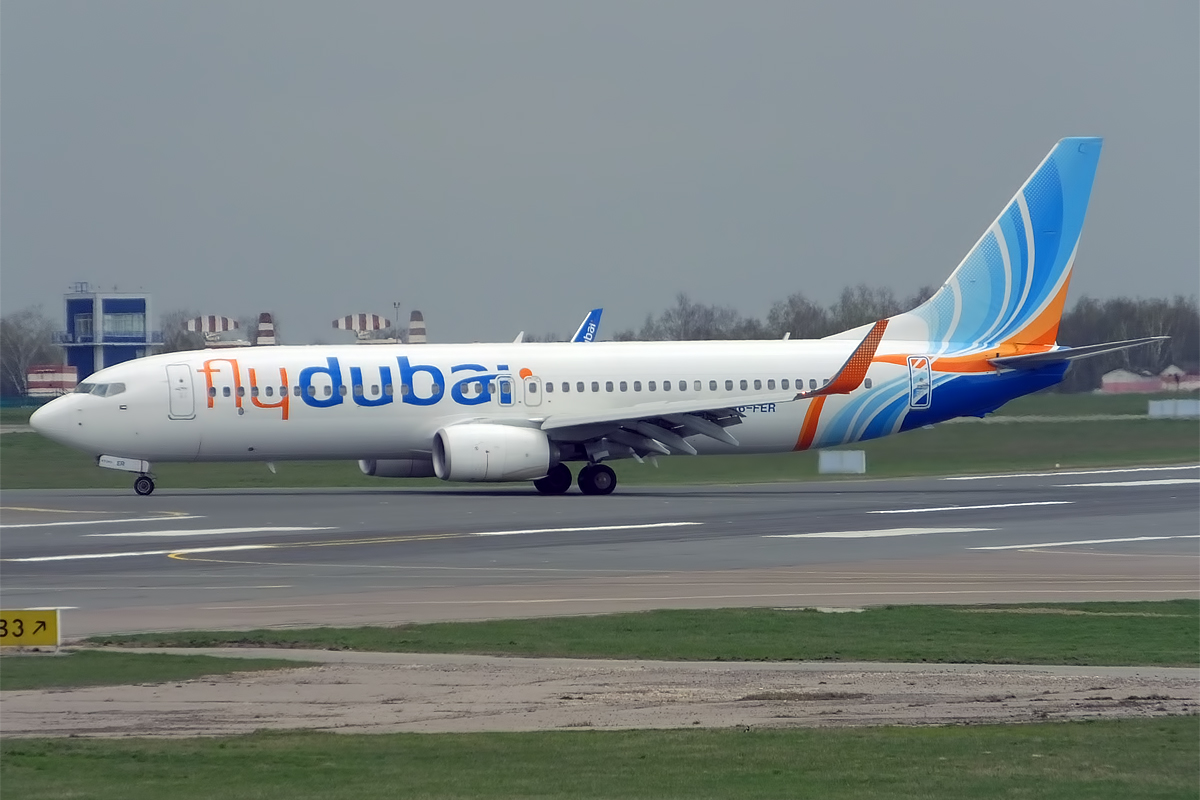
Boeing 737-800 da Flydubai no Aeroporto Internacional Vnukovo

Em janeiro de 2022, a frota da Flydubai consiste das seguintes aeronaves:
| Aeronave         | Em serviço | Pedidos | Passageiros | Passageiros | Passageiros |
| Aeronave         | Em serviço | Pedidos | C           | Y           | Total       |
| ---------------- | ---------- | ------- | ----------- | ----------- | ----------- |
| Boeing 737-800   | 34         | ---     | 0           | 189         | 189         |
| Boeing 737-800   | 34         | ---     | 12          | 162         | 174         |
| Boeing 737 MAX 8 | 22         | 02      | TBA         | TBA         | TBA         |
| Boeing 737 MAX 9 | 03         |         |             |             |             |
| Total            | 59         | 02      |             |             |             |

## Incidentes e acidentes
- No dia 26 de janeiro de 2015, um Boeing 737-800 da companhia que decolou do Aeroporto Internacional de Dubai com destino a Bagdá foi atingido por um tiro durante o pouso com 154 passageiros a bordo. O avião pousou em segurança e todos os passageiros puderam desembarcar ilesos.[11]
- No dia 19 de março de 2016, o voo FZ981, operado por um Boeing 737-800 da companhia que decolou do Aeroporto Internacional de Dubai com destino à Russia, caiu enquanto fazia sua segunda tentativa de pouso no aeroporto Rostov-on-Don Airport. O avião possuía 56 passageiros e 6 tripulantes, todos morreram.